# Avenida Carrera 30 (Bogotá)
La Avenida Carrera 30 es una via arteria que recorre de norte a sur y viceversa el centro-occidente de la ciudad de Bogotá. A su norte, a la altura de la Calle 92, se convierte en la Avenida Novena, donde también se cruza con la Autopista Norte; mientras que al sur, a la altura de la Calle 8ª Sur, se convierte en la Avenida Jorge Gaitán Cortés y la Autopista Sur.
Es el componente central de la Avenida NQS, una agrupación de avenidas que recorren la ciudad de su norte a su suroccidente que incluye la Autopista Sur como componente meridional y la Avenida Novena como componente septentrional.

## Trazado
La Carrera 30 surge a la altura de la Calle 92, al norte de la ciudad, en una compleja intersección que la conecta con la Avenida Novena y la Autopista Norte, yendo la carrera 30 del suroccidente de dicha intersección.
La vía atraviesa la localidad de Barrios Unidos, donde intersecta con la Avenida Colombia (Carrera 27) y las calles 80, 72, Gabriel Andrade Lleras (Calle 68) y 63. Posteriormente, ingresa a la localidad de Teusaquillo, cruzando las calles 53, 45, 26 y la Avenida Américas (Calle 23). En este punto, la vía pasa a delimitar la frontera entre las localidades de Los Mártires y Puente Aranda.
Al sur de la Américas, la 30 se cruza con el futuro RegioTram de Occidente (en el antiguo Ferrocarril de Occidente del Tren de la Sabana), las calles 19, 13, 6ª, 3ª y 8ª Sur, la última siendo donde se separa en dos vías: la Autopista Sur al suroccidente, y la Avenida Jorge Gaitán Cortés al sur.

## Transporte público

### Componente troncal de TransMilenio
La totalidad de la Carrera 30 cuenta desde mediados de 2005 con troncales de TransMilenio. Las troncales atraviesan 13 estaciones, de las que 2 (Comuneros y Santa Isabel) pertenecen a la troncal G (NQS Sur) y el resto pertenecen a la troncal E (NQS Central).

### Componente zonal del SITP
Desde 2021, las rutas zonales del SITP (excepto las rutas alimentadoras) manejan una nomenclatura basada en la existente para las troncales de TransMilenio. La letra indica hacia cuál zona se dirige el bus, mientras que los números indican la ruta que sigue el mismo. Sin embargo, aún existen rutas con la errática nomenclatura antigua.
| A103 Germania C103 Portales del Norte | A319 Centro Andino         | A503 Estación Calle 100                     |
| A605 Polo H605 Arborizadora Alta      | A628 Galerías H628 Potosí  | A708 Chicó Norte H708 Antonio José de Sucre |
| A900 Galerías                         | B608 Calle 134 H608 Arabia | B631 Calle 134 H631 Paraíso                 |
| H633 Acapulco                         |                            |                                             |

| 191 Metrovivienda-Unicentro | 599 San Diego-Gaitana        | SE14 Engativá Centro-Diana Turbay |
| T11 Alpes-Calle 222         | T26 Palermo Sur-Country Club | T163 Perdomo-Calle 222            |

### Tren de La Sabana y RegioTram
Hay dos puntos de la Carrera 30 que se interseccionan con el antiguo Tren de la Sabana y futuro RegioTram. El primero está a la altura de la Calle 22, donde se cruza con el antiguo Ferrocarril de Ociddente y futuro RegioTram de Occidente. El segundo está entre las Calles 64 y 92, donde la Carrera 30 sigue el recorrido del antiguo Ferrocarril del Norte y futuro RegioTram del Norte.

## Sitios importantes en la vía

### Barrios Unidos

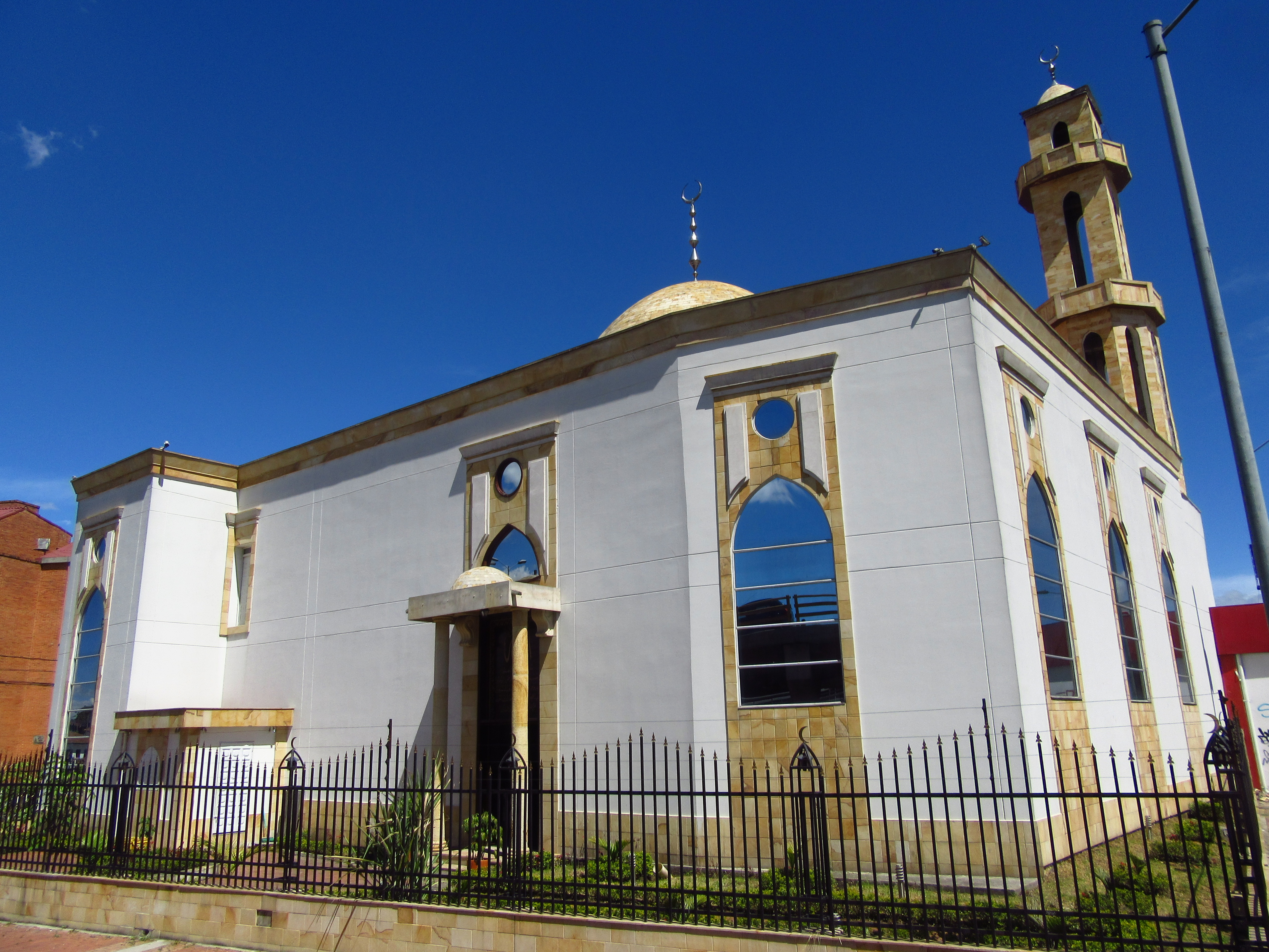
Mezquita Abu Bakr Al-Siddiq.

- Mezquita Abu Bakr Al-Siddiq (Calle 80)
- Cementerio del Norte (Calle 68)

### Teusaquillo
- Movistar Arena (Calle 57A)

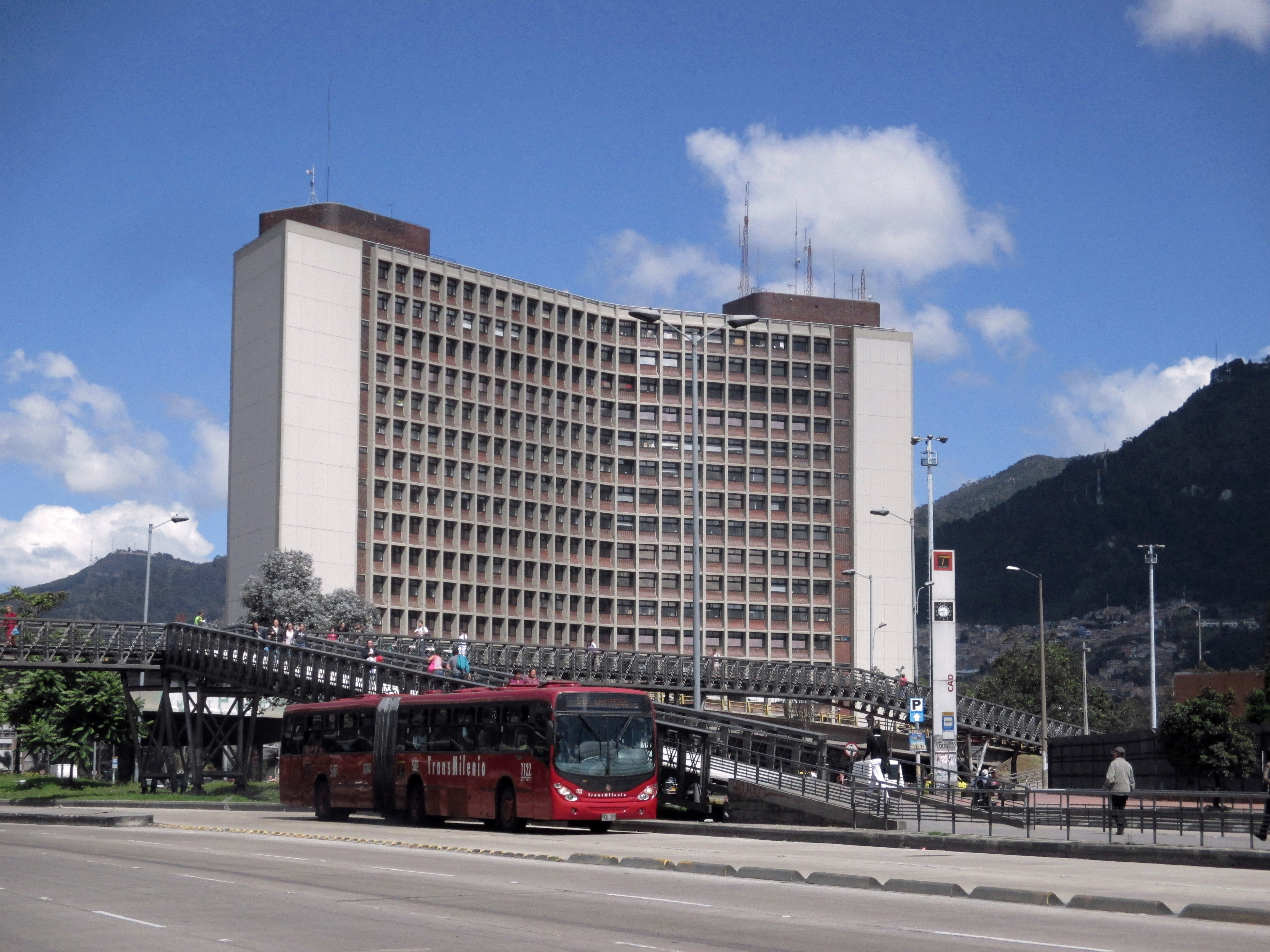
Centro Administrativo Distrital

- Estadio Nemesio Camacho "El Campín" (Calle 53B bis)
- Centro empresarial Colsubsidio - El Cubo (Calle 52)
- Instituto Geográfico Agustín Codazzi (Calle 48)
- Universidad Nacional de Colombia (Calle 45)
- Centro Administrativo Distrital - CAD (Calle 23)

### Los Mártires

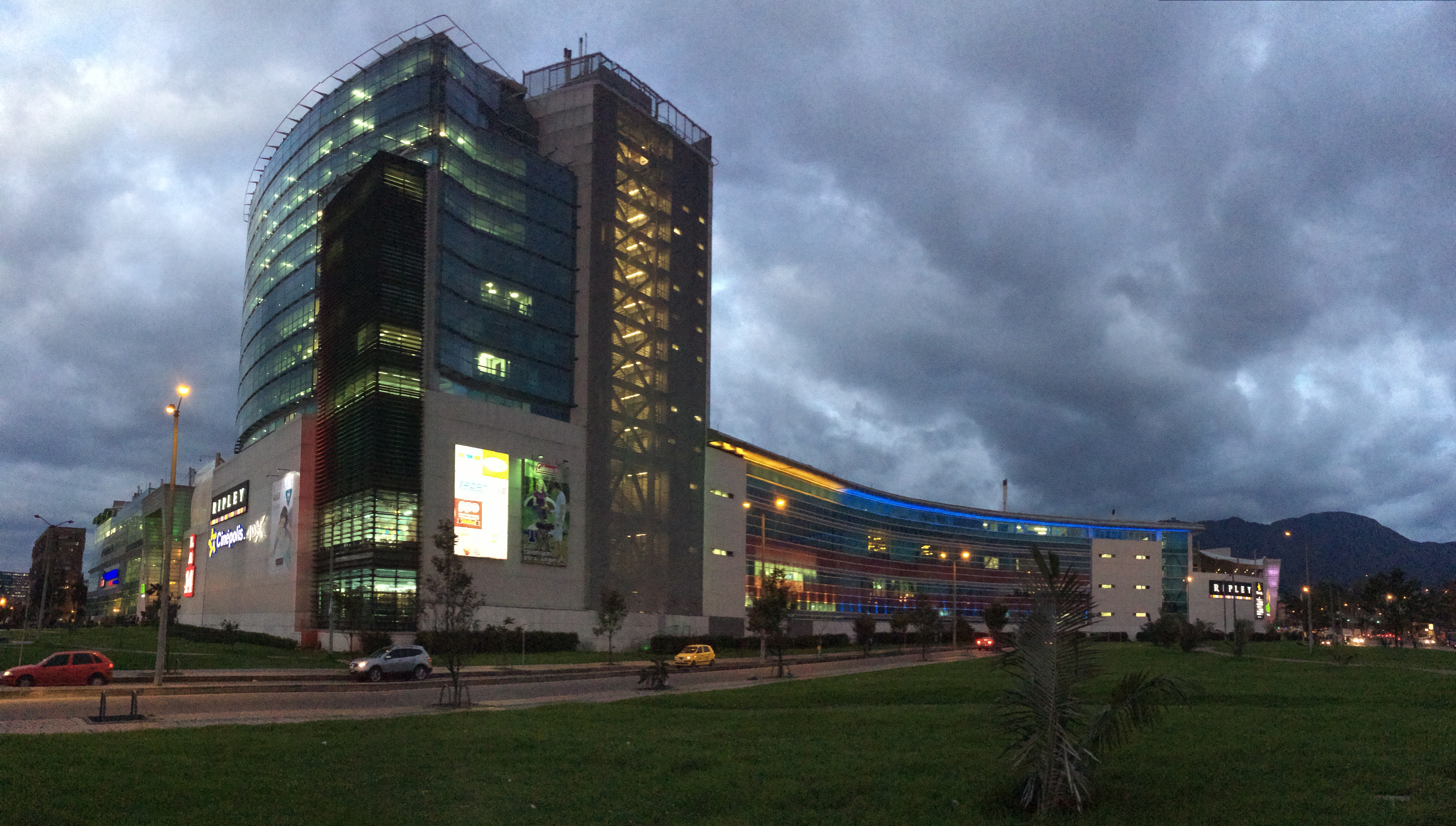
Centro comercial Mall Plaza (antiguamente Calima).

- Hospital Universitario Mayor Méderi (Calle 23 bis)
- Centro comercial Mallplaza NQS (Calle 19)
- Complejo judicial de Paloquemao (Calle 18)
- Almacenes Olímpica (Calle 3)

### Puente Aranda
- Plaza de la Hoja (Calle 19A)
- Almacenes Jumbo (Calle 17)

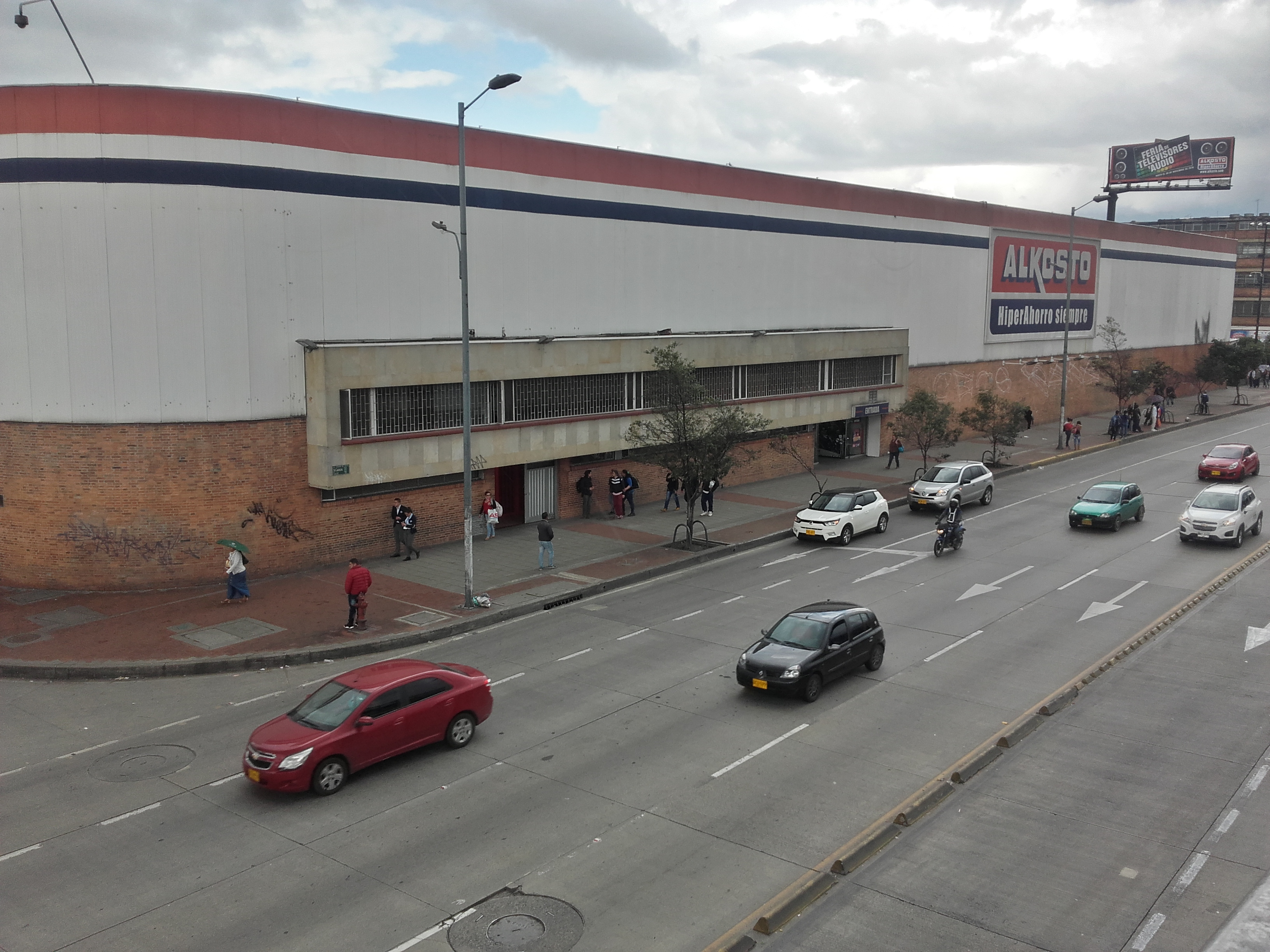
Alkosto Calle 10.

- Complejo Nacional de Hostelería del SENA (Calle 15)
- Almacenes Alkosto (Calle 10)